# Kiní
Kiní es una localidad, comisaría del municipio de Motul en el estado de Yucatán localizado en el sureste de México.

## Toponimia
El nombre (Kiní) proviene del idioma maya.

## Demografía
Según el censo de 2010 realizado por el INEGI, la población de la localidad era de 1581 habitantes, de los cuales 779 eran hombres y 802 eran mujeres.
| 443                         | 442 | 555 | 563 | 618 | 702 | 939 | 1,309 | 1,384 | 1,505 | 1,480 | 1,451 | 1,502 | 1,581 |
| (Fuente: INEGI [Consultar]) |     |     |     |     |     |     |       |       |       |       |       |       |       |

## Galería

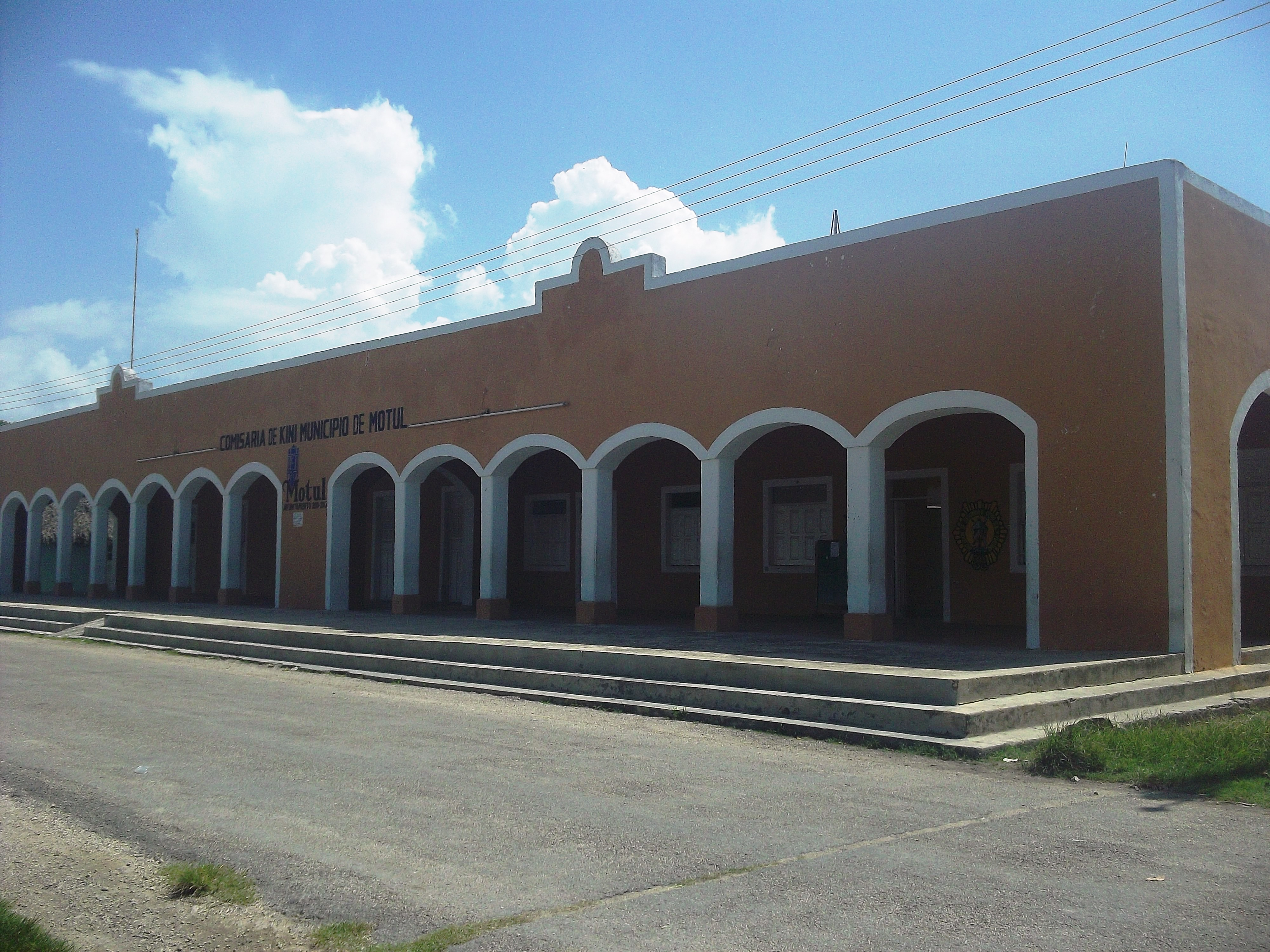
Casa comisarial de Kiní.
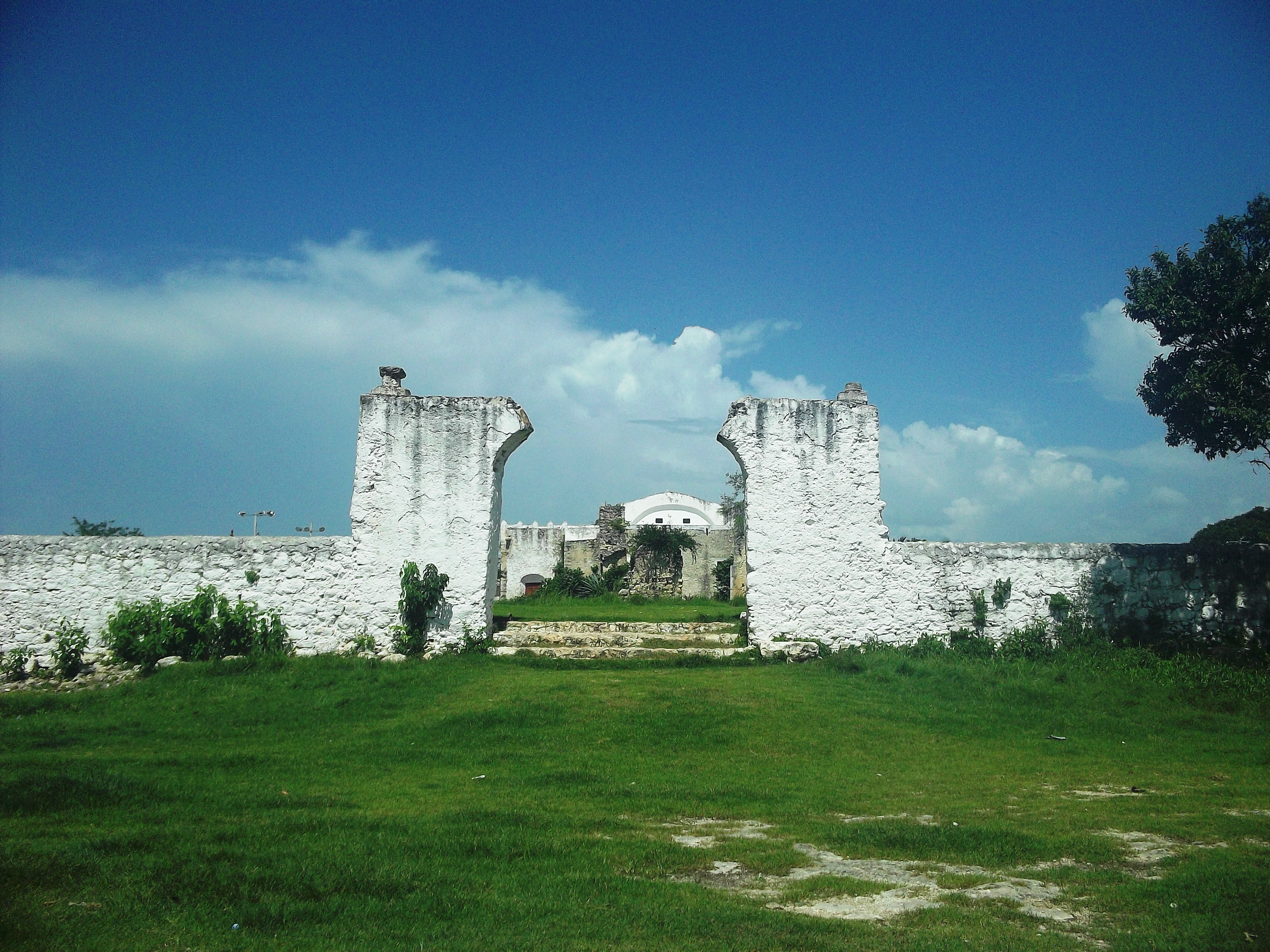
Iglesia principal de Kiní.
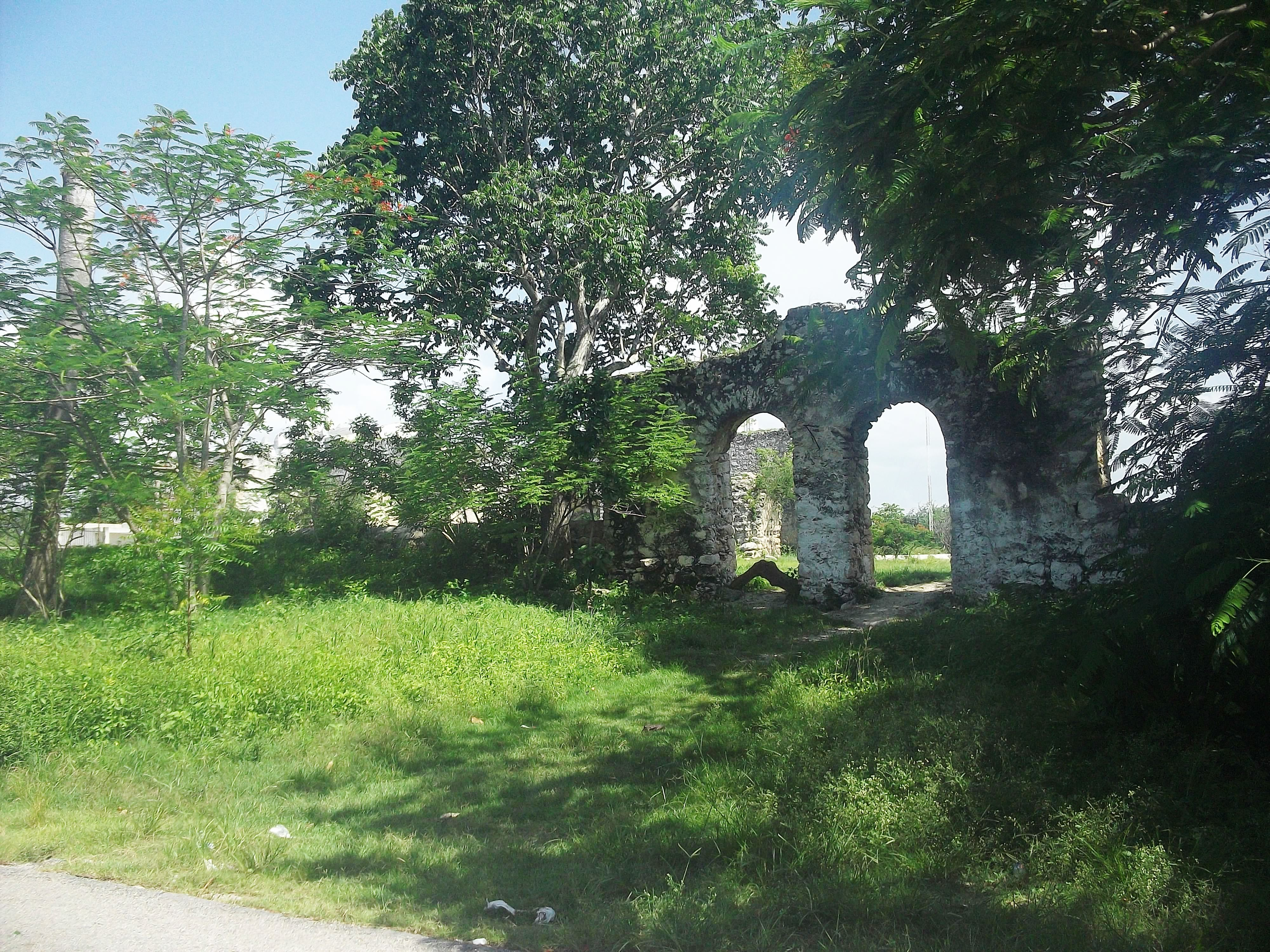
Entrada al atrio de la iglesia de Kiní.